# Bruise Pristine/m.e.l.t.d.o.w.n.
Bruise Pristine/m.e.l.t.d.o.w.n. è un singolo split dei gruppi musicali britannici Placebo e Soup, pubblicato il 30 ottobre 1995.

## Descrizione
Nonostante la copertina del disco riporti il brano dei Soup come m.e.l.t.d.o.w.n., nel vinile il titolo è scritto senza alcuna stilizzazione particolare. Il brano è inoltre l'unica registrazione ufficiale realizzata dai Soup.
Il brano dei Placebo Bruise Pristine verrà successivamente registrato in una nuova versione per il loro album di debutto Placebo e pubblicato come singolo nel 1997.

## Tracce
Lato A
1. Placebo – Bruise Pristine – 3:07

Lato B
1. Soup – Meltdown